# ВЭС Маргонин
ВЭС Маргонин — ветровая электростанция в Польше в Великопольском воеводстве.
Площадку для ВЭС выбрали на северо-западе страны, к северу от Познани возле городка Маргонин. Строительные работы начались в 2008-м, а в следующем году здесь ввели в эксплуатацию 60 ветровых турбин испанской компании Gamesa типа G90/2000 с единичной мощностью 2 МВт. Диаметр их ротора составляет 90 метров, высота башни — 100 метров.
Выдача электроэнергии происходит по ЛЭП напряжением 110 кВ.